# Пал та Нап
Пал та Нап (грец. Πάλους... Νάπας) — за Діодором міфічні сини першопращура Скіфа, онуки Зевса та змієдіви. Епоніми палів та напів відповідно.
Ймовірно, що існування у скіфській міфології двох братів-епонімів могло бути:

- скіфським варіантом індоєвропейських міфів про братів-близнюків, у якому відображалися «… стародавні соціальні членування і супутня їм символічна класифікація…»;[2]
- відлунням процесу формування етносу скіфів, а саме процесу, у якому «…будь-яке підкорене плем'я отримує у структурі суспільства статус нижчої соціальної категорії; приклади такої ситуації в давнину відомі… є певні підстави припускати наявність його і у Скіфії…»[3]

| "Саме версія Діодора найбільш наочно підтверджує правомірність віднесення скіфської фольклорної традиції до категорії ранньоісторичних описів, в яких й зберігається „космологізм“ погляду на світ, й зароджується інтерес до подальшої „історії“, причому поєднання першого і другого може спостерігатися в межах одного тексту, вони пов'язані між собою „генеалогічним“ (і в сюжетному, і в гносеологічному сенсі) зв’язком. Ці описи скіфської традиції малюють й картину побудови космосу, й панораму „сьогоднішньої“ Скіфії з її географічними реаліями та орієнтирами, етногеографією, соціально-політичною організацією тощо…»[4] |
Окремо слід зазначити, що власне цей варіант скіфського етнополітичного міфу (про походження скіфів від братів Пала та Напа) відомий лише з часів пізнього елінізму (до речі, як і відомі наразі похідні від цих основ скіфські топоніми й антропоніми), за часів існування Тавроскіфії.

## Етимологія антропонімів
- грец. Πάλους < скіф. *pala < вед.*bala — укр. "міць, сила (військова), могутність, влада, вплив, примус, законність, військо".[5][6]
За часів античності з скіф. *pala- відомі такі імена та назви:
* Палак — скіфський династ;
* Палакій (грец. Παλάκιόν) — скіфська фортеця у Тавриці.[7]

- грец. Νάπας < скіф. *nap(a)- < вед.*napa- — укр. "менший".[8]
За часів античності з коренем скіф. «*nap(a)-» відома назва скіфської фортеці у Тавриці грец. "...ἐπὶ Ναπιτᾶν...".[9]

## Пал та Нап у Діодора (Bibliotheca Historica, ІІ, XLIII)
| "Спочатку вони (скіфи) жили в дуже незначній кількості біля річки Аракс... але ще в давнину під керуванням одного войовничого та маючого стратегічні здібності царя вони захопили собі країну в горах до Кавказу, та в низовинах узбережжя Океану й Меотійського озера, та й інші області до річки Танаїса. Згодом, за скіфським переказами, з'явилася у них народжена землею діва, у якої верхня частина тіла до пояса була жіноча, а нижня - зміїна. Зевс, злігся з нею, та народив сина на ім'я Скіф, який, перевершивши славою усіх своїх попередників, назвав народ своїм ім'ям - скіфи. Серед нащадків цього царя були два брати, що відрізнялися звитягою; один з них звався Пал, а інший - Нап. Коли вони скоїли славні подвиги і розділили між собою царство, по імені кожного з них назвалися народи, один палами, а інший напами." |